# Amebix
Amebix fue un grupo musical de punk del Reino Unido, ampliamente considerados como los padres del género crust punk.
De inspiración ecléctica en el plano musical, en sus comienzos se acercaban a grupos como Bauhaus, Killing Joke o Motörhead (y los Hawkwind de la época con Lemmy) y Black Sabbath, aunque con unas perspectivas filosóficas cercanas a las de Crass y otros grupos del movimiento anarcopunk. También Discharge tuvieron cierta influencia sobre su estilo. No obstante su asociación con los grupos anarcopunk, Amebix no se sentían del todo cómodos en esta etiqueta e introdujeron temáticas líricas poco ortodoxas, así como consiguieron ir inyectando una fuerte vena ocultista y pagana a sus letras, la cual ha contribuido a su consideración actual como grupo de culto.
Su música mezclaba punk, post punk, hardcore punk y heavy metal en una forma temprana de thrash metal. Como precursores del crust punk y del thrash han sido reconocidos y homenajeados por grupos tan conocidos como Sepultura, Neurosis, Napalm Death o Deviated Instinct.

## Historia
Amebix estaban formados originalmente por Rob Miller («The Baron») junto a su hermano Chris Miller («Stig»), Andy Hoare («Andy Billy Jug») y Clive (Clive Barnes) mientras aún estaban en la escuela en Devon en 1978. En sus inicios, se autodenominaban The Band with No Name («La banda sin nombre») y tocaron extensamente por la zona, época durante la cual grabaron una maqueta con seis temas. Aprovechando su papel como columnista ocasional en un diario local, Rob Miller pudo contactar con Crass cuando éstos tocaron en Plymouth y les dio una cinta con la maqueta. Y así su primera canción publicada sería uno de los temas de la cinta, «University challenged», que se incluyó, ya bajo el nombre de Amebix, en el primer recopilatorio Bullshit detector del sello independiente Crass Records, propiedad de Crass. Este disco se editaría al final de 1980.
Antes de esa publicación, la banda había sustituido al batería Andy Billy Jug con Martin, la mansión de cuyos padres en Dartmoor emplearon para ensayar. Fue en esa época cuando el grupo empezó a autodenominarse Amebix; sin embargo, los padres de Martin le apartaron de la banda y le llevaron a Londres, donde sufrió un ataque de nervios y se le diagnosticó como esquizofrénico paranoide. La canción «Largactyl» (del LP Arise!, de 1985) se inspiró en la experiencia de Martin (el título alude a un medicamento de uso psiquiátrico).
La banda reclutó entonces a Norm (Screaming Heads, Phantasmagoria, NormYard) para que tocara el sintetizador, y decidieron trasladarse a Bristol, viviendo en una serie de squats (casas ocupadas). Así, Amebix se caracterizaban por un modo de vida okupa y bastante frugal, compartiendo casas abandonadas con los miembros de los grupos punk Disorder y Chaos UK. Con Disorder compartían además el batería, Virus, con cuya entrada finalmente tuvieron una formación más o menos estable. 
Esta formación fue la que grabó los dos primeros sencillos (el EP Who's the enemy y Winter) y el 12” EP (No sanctuary), discos todos los cuales se publicaron en el sello de Flux of Pink Indians, Spiderleg Records. En el último disco tuvieron que recurrir a un teclista de sesión; tan sólo en 1984 volverían a tener un teclista propio, George. 
Mientras grababan el 12” en Southern Studios (estudios donde grababan habitualmente Crass y los grupos de su sello), Amebix conocieron a Jello Biafra, del grupo americano Dead Kennedys y del sello punk Alternative Tentacles. Se convirtieron en el primer grupo británico que publicó en este sello americano, cosa que hicieron con el LP Arise! Con este LP realizaron la transición completa a su sonido definitivo, tomándose este disco como una de las primeras muestras de crust punk, junto al Out from the void de los Antisect.
La última formación surgió en 1985, con la adición del batería Spider. Firmaron con el sello Heavy Metal Records para la publicación del segundo LP, Monolith, cuyas dificultades de edición y distribución condujeron a la final disolución de la banda, aunque siguieron haciendo giras por un tiempo, terminando la última gira en Sarajevo, antes de la caída de la antigua Yugoslavia.
Spider, George y Stig crearon el grupo Zygote. El vocalista Rob Miller se estableció en la isla de Skye, trabajando como herrero de espadas autodidacta. 
Según la página de Myspace de The Baron, Amebix se reunieron hacia febrero de 2008 y anunciaron posibles giras.
El 9 de marzo de 2008, Amebix reeditaron su último álbum, Monolith, en el sello Moshpit Tragedy Records, en forma de descarga por internet. En el mismo año, Alternative Tentacles compiló en un CD los tres primeros EP, que hasta entonces sólo se podían obtener en recopilaciones piratas o en el mercado de coleccionismo. La banda se separó el 28 de noviembre de 2012.

## Miembros

### Reunión de 2008
- «The Baron» Miller - voz, bajo (1978-1987, 2008-2012)
- Chris «Stig» Miller - guitarra, coros (1978-1987, 2008-2012)
- Roy Mayorga - batería (2008-2012)

### Miembros antiguos
- Rick Gatsby - bajo (1978-1979)
- Andy «Billy Jug» Hoare - batería (1978-1981)
- Clive Barnes - bajo (1979)
- Martin Baker - batería (1981)
- Norm (Norman Butler) - teclados (1981-1984)
- Virus - batería (1981-1985)
- Jenghiz (John Borthwick) - teclados (1984)
- George «The Dragon» - teclados (1984-1987)
- A. Droid (Andy Wiggins) - teclados y sintetizadores (1984-1987)
- Spider (Robert Richards)- batería (1985-1987)

## Discografía
Álbumes de estudio
- Arise! (1985, LP/CD, Alternative Tentacles)
- Monolith (1987, LP/CD, Heavy Metal Records)
- Sonic Mass (2011, LP/CD, Easy Action y Amebix Records)[7]

EPs
- Who's the Enemy (1982, 7", Spiderleg Records)
- No Sanctuary (1983, 12", Spiderleg Records)
- Redux (2010, 12", CD, DD, Profane Existence)

Álbumes en vivo
- V živo (1986)

Recopilaciones
- The Power Remains (1993, LP, Skuld Releases)
- No Sanctuary: The Spiderleg Recordings (2008, LP+7"/CD, Alternative Tentacles)
- Bullshit Detector Vol 1: University Challenged (1980, LP, Crass Records, Bullshit Detector)

Sencillos
- Winter (1983, 7", Spiderleg Records)
- Knights of the Black Sun (2011)

Demos
- Amebix (1979, independiente)
- Right to Ride (1987, independiente)